# Малък белонос гвенон
Малък белонос гвенон (Cercopithecus petaurista) е вид бозайник от семейство Коткоподобни маймуни (Cercopithecidae).

## Разпространение
Видът е разпространен в Гана, Гвинея, Гвинея-Бисау, Кот д'Ивоар, Либерия, Сенегал, Сиера Леоне и Того.